# بالرام در مقابل تاراداس
بالرام در مقابل تاراداس (به انگلیسی: Balram vs. Tharadas) فیلمی هندی محصول سال ۲۰۰۶ و به کارگردانی آی.وی. ساسی است. در این فیلم بازیگرانی همچون مموتی، کاترینا کایف، موکش، صدیق، جاگادیش، کالپانا، سرینیواسان و سوکوماری ایفای نقش کرده‌اند.